# John L. Lumley
John Leask Lumley (* 4. November 1930 in Detroit, Michigan; † 30. Mai 2015 in Ithaca, New York) war ein US-amerikanischer Ingenieurwissenschaftler, der sich mit Hydrodynamik befasste, insbesondere Turbulenz.
Lumley studierte an der Harvard University mit dem Bachelor-Abschluss 1952, machte 1954 seinen Master-Abschluss als Ingenieur an der Johns Hopkins University und wurde dort 1957 bei Stanley Corrsin promoviert (Some Problems Connected with the Motion of Small Particles in Turbulent Fluid). Ab 1959 war er Assistant Professor und später Professor an der Pennsylvania State University (Aerospace Engineering) und ab 1977 an der Cornell University.
Er war Fellow der National Academy of Engineering und der American Academy of Arts and Sciences (1975). 1993 erhielt er die Timoshenko Medal und 1990 den Hydrodynamik-Preis der American Physical Society. Er war Guggenheim Fellow und mehrfach Gastprofessor in Frankreich (Aix-Marseille, Ecole Centrale Lyon) und Belgien (Lüttich, Louvain-la-Neuve). Er war Ehrendoktor der École Centrale de Lyon und erhielt 1971 die Medaille der Universität Lüttich. 1990/91 war er Leiter des Stanford / NASA Ames Center for Turbulence Research.
Lumley, der in der Autostadt Detroit aufwuchs, war passionierter Autobastler und schrieb darüber auch ein Erinnerungsbuch.

## Schriften
- mit  Hendrik Tennekes A First Course in Turbulence, MIT Press, Cambridge, 1972
- mit Philip Holmes, G. Berkooz, Turbulence, Coherent Structures, Dynamical Systems and Symmetry, Cambridge University Press 1998
- Engines: An Introduction, Cambridge University Press 1999
- Still Life with Cars: An Automotive Memoir, McFarland 2005
- Stochastic Tools in Turbulence, Dover Publications 2007